# 헬레나 파파리주
헬레나 파파리주(스웨덴어: Helena Paparizou, 1982년 1월 31일 ~ )는 스웨덴의 그리스계 싱어송라이터이다. 엘레니 "엘레나" 파파리주(그리스어: Ελένη "Έλενα" Παπαρίζου)라는 이름으로도 널리 알려져 있다.

## 음반 목록
- Protereotita (2004)
- Iparhi Logos (2006)
- The Game of Love (2006)
- Vrisko To Logo Na Zo (2008)
- Giro Apo T' Oneiro (2010)
- Ti Ora Tha Vgoume? (2013)
- One Life (2014)
- Ouranio Toxo (2017)